# Donna MacFarlane
Donna MacFarlane, född 18 juni 1977, är en friidrottare från Australien. Hon deltog vid olympiska sommarspelen 2008.